# سوریه عثمانی
سوریهٔ عثمانی یا سوریه در زمان عثمانی (به عربی: سوريا العثمانية/سوريا في العهد العثماني)
اصطلاحی است که به سوریه (شام)، در زمانی که جزء امپراتوری عثمانی بود اشاره می‌کند.
این ناحیه بر اساس تقسیمات کشوری در امپراتوری عثمانی بخش‌بندی شده بود و مدت قرار داشتن سوریه زیر نظر عثمانی چهار سده به طول انجامید. آغاز این تسخیر هنگامی بود که سلیم یکم ارتش سلطنت مملوک مصر را در نبرد مرج دابق شمال حلب روز ۲۴ اوت ۱۵۱۶ درهم کوبید، پس از آن عثمانی به سوریه به صورت صلح‌آمیز حکومت کرد و مرکز سوریه را هم در ۲۶ سپتامبر ۱۵۱۶ دمشق قرار داد. پایان حکومت عثمانی بر سوریه پس از انقلاب بزرگ عربی و جنگ جهانی اول است در این هنگام عثمانی از این سرزمین در اکتبر سال ۱۹۱۸ میلادی عقب‌نشینی می‌کند و بجای آن، دولتی تحت عنوان پادشاهی عربی سوریه تشکیل می‌شود.